# 邱相田
邱相田（1916年—1984年），中国人民解放军将领、中国人民解放军开国少将。
曾任中国人民解放军南京军区装甲兵副政委。1955年，授予中国人民解放军少将。